# Kościół św. Marka w Jerozolimie
Kościół św. Marka w Jerozolimie – pochodzący z XII wieku kościół wraz z przyległym kompleksem klasztornym należący do Syryjskiego Kościoła Ortodoksyjnego, w Dzielnicy Ormiańskiej, siedziba arcybiskupa.

## Historia
W miejscu obecnego kościoła św. Marka istniało w VII wieku oratorium. Świątynia podzieliła losy innych kościołów Palestyny w 1009 za kalifa Al-Hakima, który prześladował chrześcijan i Żydów. Odrestaurowali ją krzyżowcy. W czasach wypraw krzyżowych znany był kościół św. Piotra w okowach. Po upadku Królestwa Jerozolimskiego teren stał się własnością jakobitów. Obecna budowla pochodzi z XII wieku. Na terenie kompleksu nie przeprowadzono systematycznych badań archeologicznych. Znaczące prace restauracyjne syryjskie władze kościelne przeprowadziły w 1940 roku.

## Kult
W kościele czczona jest bizantyńska ikona Maryi z Dzieciątkiem. Według prawosławnej syryjskiej tradycji niewielki monument w formie chrzcielnicy upamiętnia miejsce, w którym Maryja została ochrzczona przez Chrystusa. O chrzcie Maryi, którego mieli jej udzielić apostołowie Piotr i Jan, wspominał w swym nauczaniu patriarcha Jerozolimy z VII wieku Sofroniusz I. W Kościele zachodnim o chrzcie Maryi wypowiedział się św. Albert Wielki. Prawdziwość wydarzenia podał w wątpliwość Jan Duns Szkot. W 1656 w Rzymie traktat De Baptismo B.M.V. opublikował teolog Luke Wadding.
Syryjczycy uznają kryptę kościoła za salę, w której Chrystus miał spożyć z apostołami Ostatnią Wieczerzę, a więc za Wieczernik. Takiej lokalizacji zaprzecza stwierdzenie Szymona Piotra, który w domu Marii, matki Marka Ewangelisty, miał wyrazić się: Donieście o tym Jakubowi i braciom!, co sugeruje, że główna siedziba pierwotnej gminy chrześcijańskiej znajdowała się w innym miejscu.

## Siedziba biskupa
Syryjczycy w Ziemi Świętej posiadają jedną diecezję zależną od patriarchy Antiochii rezydującego w Damaszku. W latach 90. XX wieku diecezja liczyła ok. 1500 wiernych. Klasztor przy kościele św. Marka jest oficjalną siedzibą arcybiskupa wikariusza. Oprócz kościoła św. Marka Syryjski Kościół Ortodoksyjny posiada jeden kościół w Betlejem oraz oratorium na terenie bazyliki Bożego Grobu (kaplica św. Józefa z Arymatei). Obecnie wikariuszem patriarszym dla Ziemi Świętej i Jordanii jest abp Mar Swerios Malki Murad.

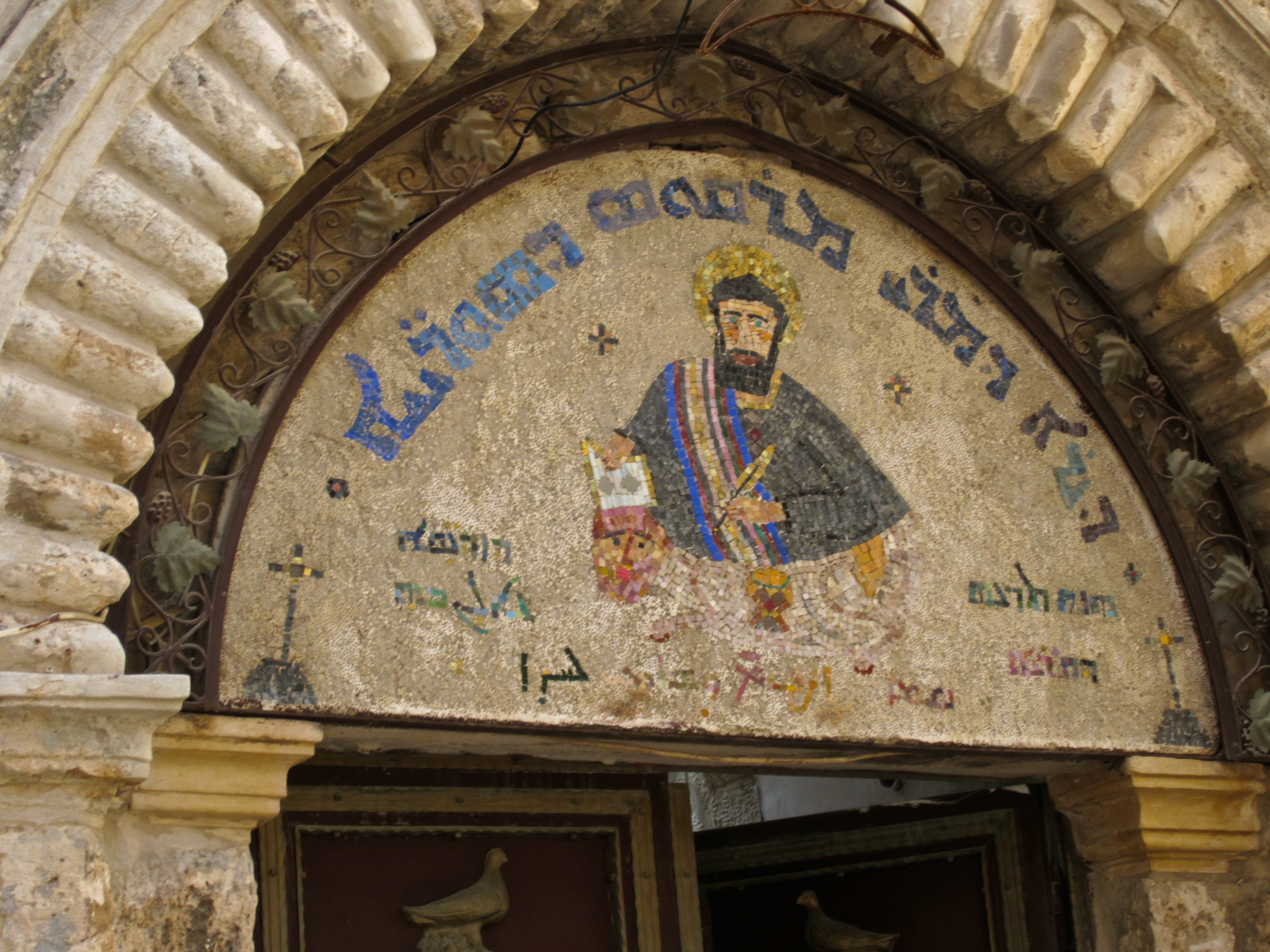
mozaika nad wejściem do klasztoru
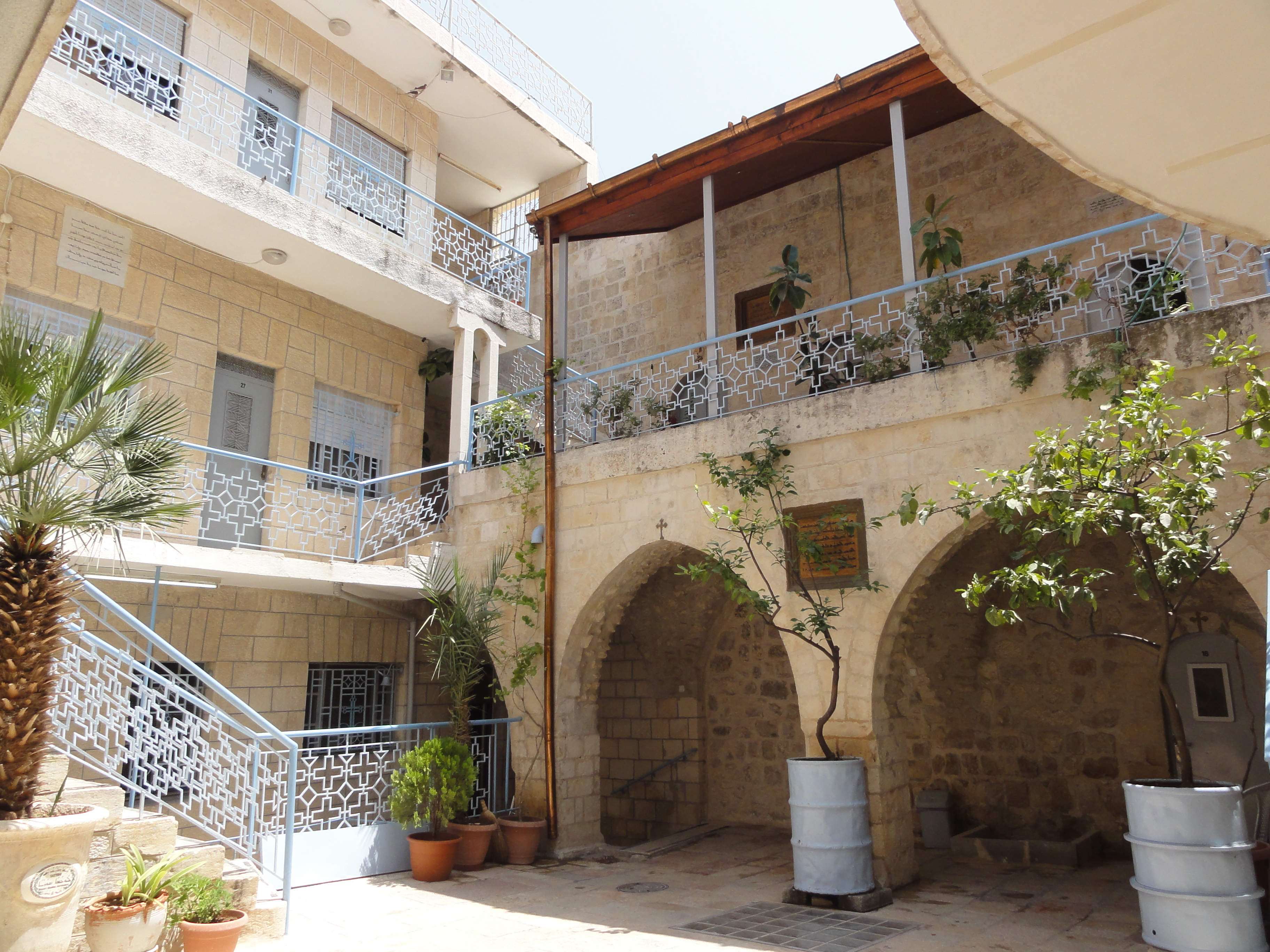
dziedziniec klasztorny
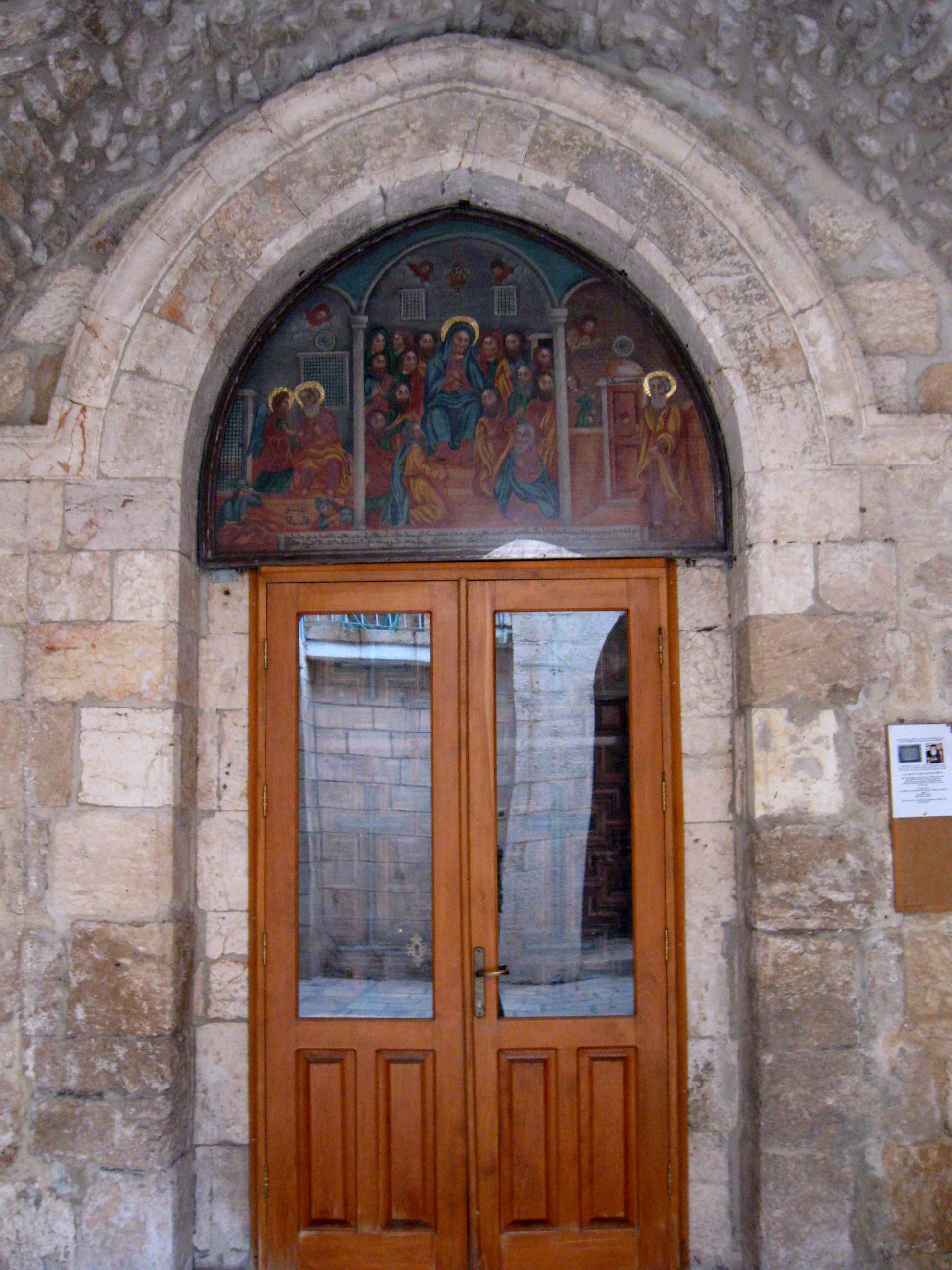
wejście do kościoła
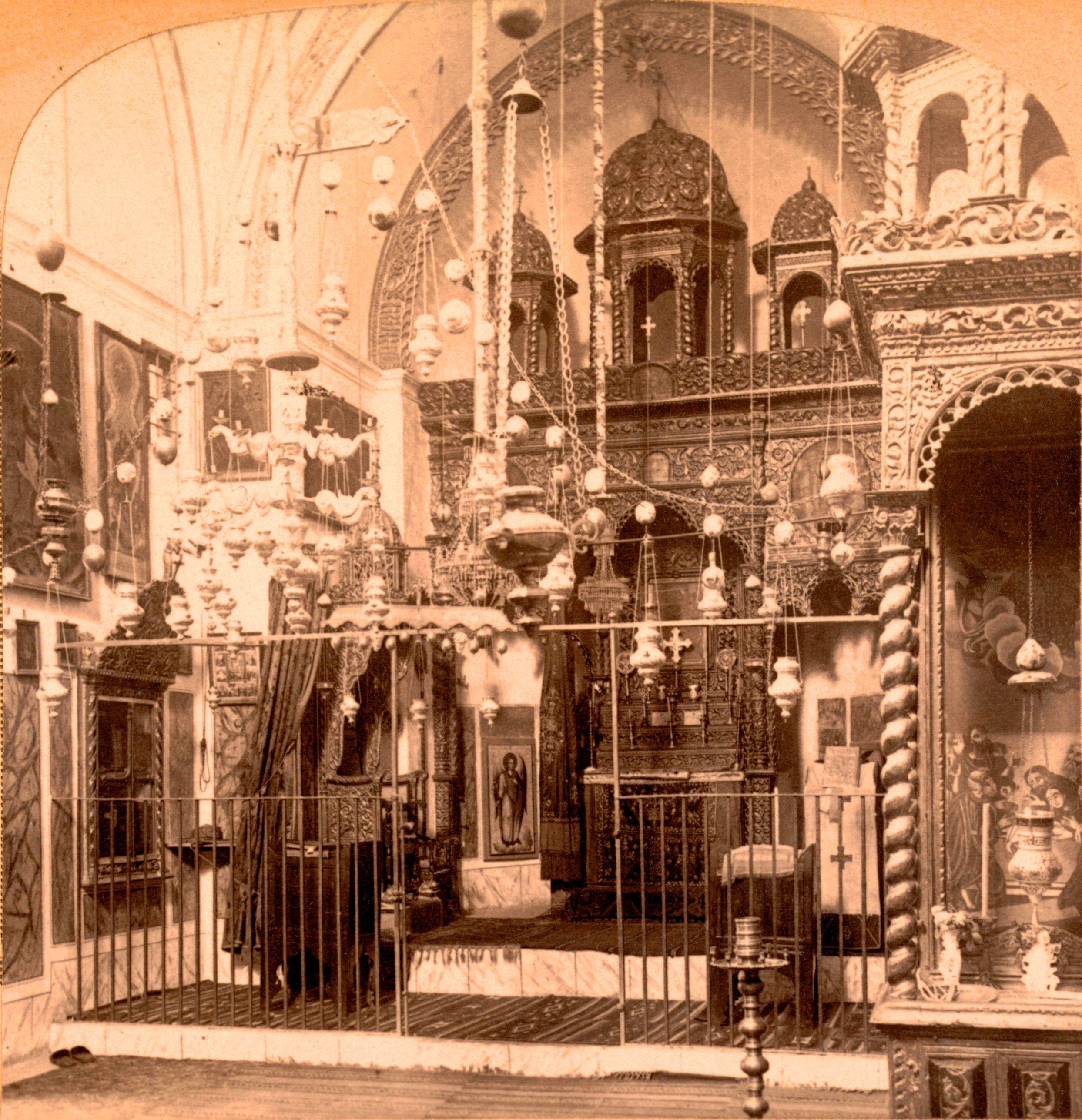
wnętrze w 1900
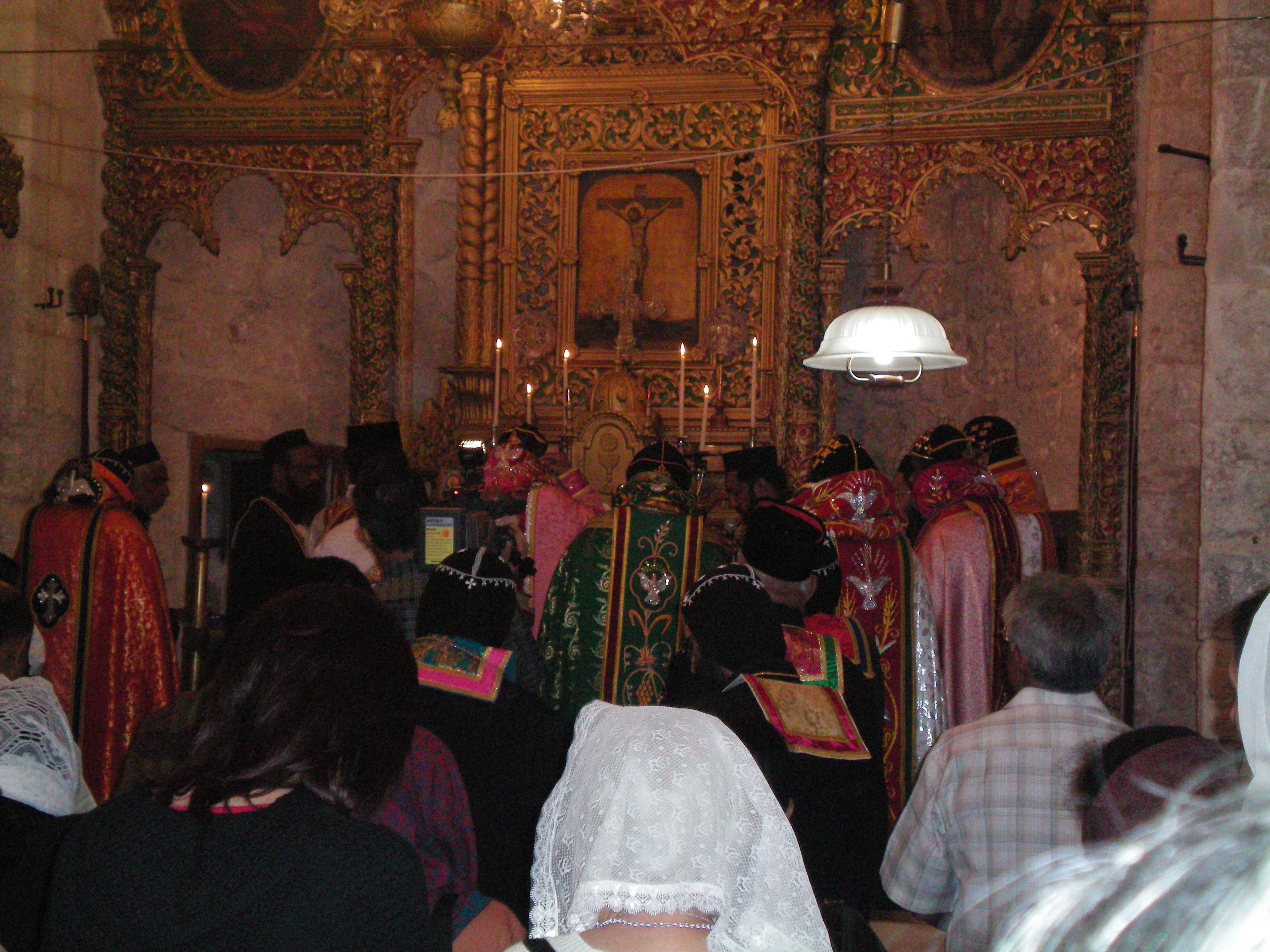
liturgia, 2008